# 33-я флотилия кригсмарине
33-я флотилия подводных лодок кригсмарине — подразделение военно-морского флота нацистской Германии.

## История
33-я флотилия была создана в сентябре 1944 года с базой в Фленсбурге в качестве замены 12-й флотилии. В состав флотилии вошли лодки дальнего действия, в том числе и входившие ранее в состав 12-й флотилии, потерявшей в это время свою базу в Сен-Назере, а также большое количество субмарин, находившихся в это время у берегов Южной Америки, Южной Африки, в Индийском океане и в азиатских портах. Лодки, действовавшие в Индийском океане были объединены в группу «Муссон». Кроме боевого патрулирования, лодки 33-й флотилии выполняли функции подводных транспортов, перевозя из Японии стратегические виды сырья. 33-я флотилия была расформирована в мае 1945 года, при этом четыре находящиеся на Дальнем Востоке лодки были захвачены Императорским флотом Японии.

## Состав
В состав 33-й флотилии входили 76 лодок:
| Тип       | Количество |
| --------- | ---------- |
| VIIC      | 14         |
| VIIC/41   | 4          |
| IXC       | 3          |
| IXC/40    | 41         |
| IXD1      | 1          |
| IXD2      | 8          |
| XB        | 2          |
| трофейные | 2 типа UIT |

## Командиры
| Время                        | Командующий флотилией          |
| ---------------------------- | ------------------------------ |
| сентябрь 1944 — октябрь 1944 | корветтен-капитан Георг Шеве   |
| октябрь 1944 — май 1945      | корветтен-капитан Гюнтер Кунке |